# Swartzia wurdackii
Swartzia wurdackii är en ärtväxtart som beskrevs av John Macqueen Cowan. Swartzia wurdackii ingår i släktet Swartzia och familjen ärtväxter. Inga underarter finns listade i Catalogue of Life.